# Danaea elliptica
Danaea elliptica là một loài dương xỉ trong họ Marattiaceae. Loài này được Sm. mô tả khoa học đầu tiên năm 1808.